# 名古屋市立稲西小学校
名古屋市立稲西小学校（なごやしりつ いなにししょうがっこう）は、名古屋市中村区稲西町の公立小学校。

## 歴史

### 沿革
- 1968年（昭和43年）4月 - 名古屋市立稲葉地小学校分校より独立し、名古屋市立稲西小学校として設立[1]。

## 通学区域
所管する名古屋市教育委員会は、2019年（令和元年）9月1日現在、中村区のうち、荒輪井町・稲西町・稲葉地町2～8丁目・岩上町・岩塚町（字一色前西ノ割・字一色前南ノ割）・西栄町の全域および稲葉地町1丁目・稲葉地本通2～3丁目の各一部を通学区域として指定している。
また、卒業後の進学先は名古屋市立豊正中学校となっている。

## 著名な出身者
- 秋田豊[2]

### WEB
1. ↑  名古屋市教育委員会事務局総務部教育環境計画室計画係 (2019年9月1日). “名古屋市立小・中学校の通学区域一覧（中村区）” (PDF).   名古屋市. 2020年8月8日閲覧。
2. ↑  名古屋市教育委員会事務局総務部教育環境計画室計画係 (2018年4月1日). “名古屋市立中学校区一覧（小→中）” (PDF).   名古屋市. 2020年8月8日閲覧。

### 書籍
1. 1 2 3  中村区制施行50周年記念事業実行委員会記念誌編集委員会 1987, p. 102.
2. ↑  『愛知県人物・人材情報リスト 2021(第4巻)』日外アソシエーツ 2020年10月 2089頁